# John Michael Wright
John Michael Wright (tháng năm 1617 - tháng 7 năm 1694) là một họa sĩ chân dung của Anh theo phong cách Baroque. Wright được họa sĩ Scotland George Jamesone đào tạo tại Edinburgh, và có được một danh tiếng đáng kể là một nghệ sĩ và học giả trong thời gian tạm trú lâu dài ở Roma. Ở đó, ông được nhận vào Accademia di San Luca, và liên hệ với một số các nghệ sĩ hàng đầu của thế hệ mình. Ông được thuê bởi hoàng tử nước Áo - thống đốc của Hà Lan thuộc Tây Ban Nha Leopold Wilhelm để đạt được các tác phẩm nghệ thuật ở Oliver Cromwell Anh vào năm 1655. Ông thường trú ở Anh từ năm 1656, và làm họa sĩ triều đình trước và sau cuộc phục hồi Anh. Ông là người chuyển đổi sang Công giáo La Mã, ông là một yêu thích của triều đình Stuart phục hồi, một khách hàng của cả hai II Charles và James II, và là một nhân chứng cho nhiều âm mưu chính trị của thời đại. Trong những năm cuối cùng của chế độ quân chủ Stuart ông trở về Roma như một phần của một đại sứ quán cho Giáo hoàng Innocent XI.
Wright hiện được đánh giá là một trong những họa sĩ hàng đầu Anh ở thế hệ mình, chủ yếu là nhờ của chủ nghĩa hiện thực khác biệt trong cách vẽ chân dung của mình. Các bức tranh của Wright về hoàng gia và quý tộc được bao gồm trong số những bộ sưu tập của nhiều phòng triển lãm hàng đầu hiện nay.